# Gaga germanotta
Gaga germanotta é uma espécie de samambaia.
O nome foi dado por cientistas da Universidade de Durke em homenagem à cantora Lady Gaga.